# Stichera
Stichera - rozwinięta forma tropariów o objętości od 18 do 24 strof